# Линия (фильм, 2009)
«Линия» (исп. La linea) — боевик 2009 года.

## Сюжет
Умирающий мексиканский наркобарон, Хавьер Салазар, передает свое дело ближайшему помощнику Пелону. Из Лос-Анджелеса высылают профессионального убийцу, Марка Шилдса, чтобы устранить нового наркобарона.

## В ролях
| Актёр           | Роль           |
| --------------- | -------------- |
| Рэй Лиотта      | Марк Шилдс     |
| Энди Гарсия     | Хавьер Салазар |
| Эсай Моралес    | Пелон          |
| Арманд Ассанте  | Падре Антонио  |
| Валери Крус     | Оливия         |
| Хорди Виласусо  | Диабло         |
| Кевин Гейдж     | Вайр           |
| Брюс Дэвисон    | Энтони         |
| Джо Мортон      | Ходжес         |
| Дэнни Трехо     | Марио          |
| Гэри Дэниелс    | Мартин         |
| Майкл ДеЛоренцо | Пабло          |
| Дэвид Акерт     | Могоммед       |
| Джейсон Коннери | Рэндалл        |

## Ссылка
- «Линия» (англ.) на сайте Internet Movie Database (англ.)
- Линия (англ.) на сайте AllMovie (англ.)